# Little Dixie (Film)
Little Dixie ist ein Actionthriller von John Swab, der im Januar 2023 beim Internationalen Film Festival Rotterdam seine Premiere feierte und Anfang Februar 2023 in die US-Kinos kam. Viele der in Swabs Film zu sehenden Schauspieler wirkten bereits in seinen früheren Filmen mit, so Frank Grillo, der in der Hauptrolle einen ehemaligen Special Forces Agent spielt.

## Handlung
Der ehemalige Special Forces Agent Doc Alexander wird gebeten, heimlich einen Waffenstillstand mit dem mexikanischen Drogenkartell auszuhandeln. Als der Gouverneur von Oklahoma, Richard Jeffs, im Fernsehen die Hinrichtung eines hochrangigen Kartellmitglieds feiert, informieren ihn sein Stabschef und Doc Alexander über den damit beendeten Frieden. Aber es ist zu spät, denn Kartellchef Cuco sinnt auf Rache. Jetzt, da seine Familie in Gefahr ist, muss Doc Alexander das mexikanische Drogenkartell zur Strecke bringen, um seine Tochter Nell (Little Dixie) zu beschützen.

## Produktion

### Stab und Besetzung

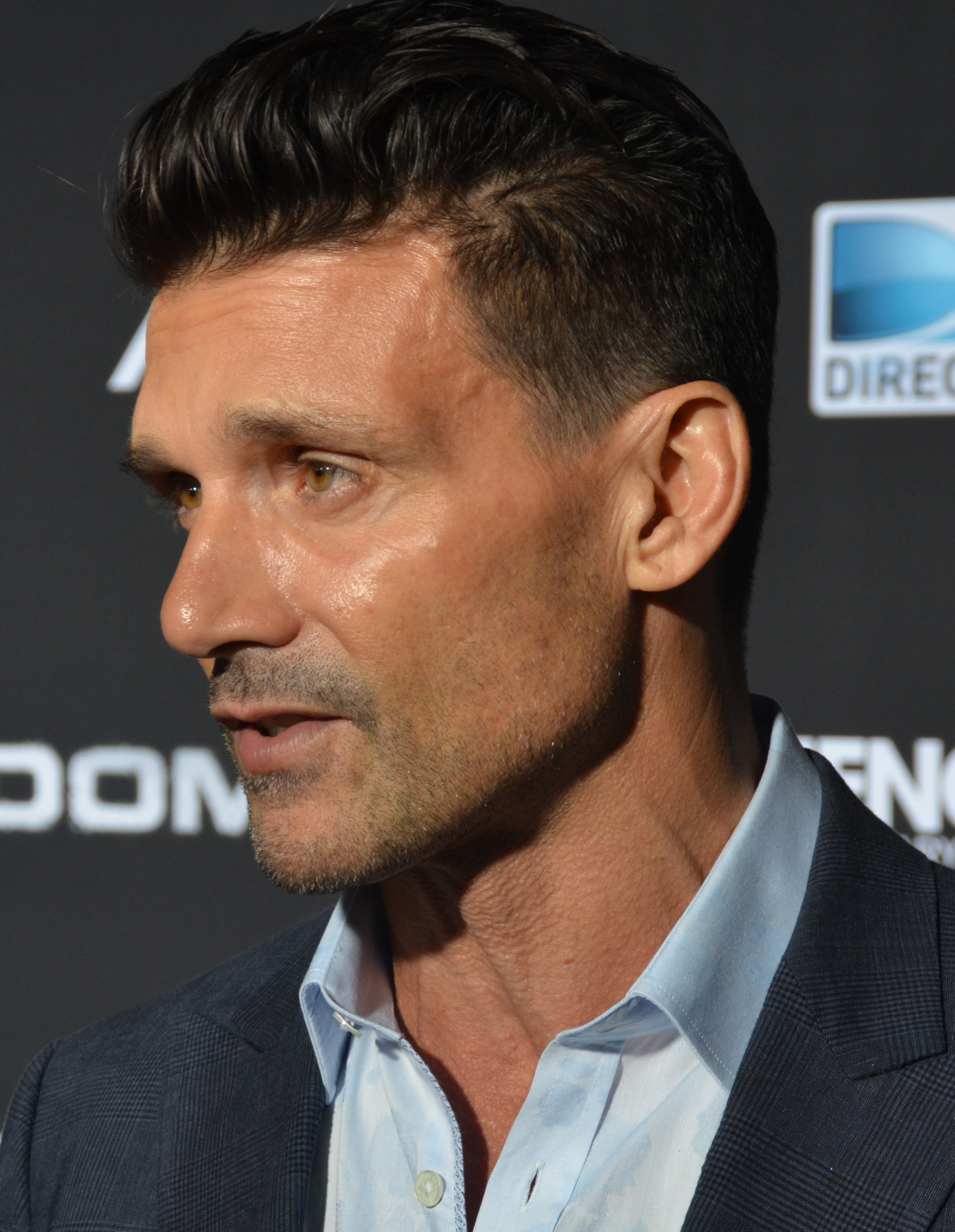
Frank Grillo spielt Special Forces Agent Doc Alexander.

Regie führte John Swab, der auch das Drehbuch schrieb. Zu seinen vorherigen Filmen gehören Let Me Make You a Martyr, Run with the Hunted, Body Brokers und Ida Red.
Frank Grillo spielt den ehemaligen Special Forces Agent Doc. Er war bereits in Swabs letzten Filmen Body Brokers und Ida Red in Hauptrollen zu sehen. Eric Dane spielt Gouverneur Richard Jeffs und Beau Knapp den Kartellchef Raphael „Cuco“ Prado. Auch Knapp spielte bereits in Ida Red. Aus Swabs Body Brokers sind wiederum Peter Greene in der Rolle von Karl Roach und Thomas Dekker in der Rolle von Clarke Moore dabei.

### Marketing und Veröffentlichung
Im Dezember 2022 wurde ein erster Trailer vorgestellt. Die Premiere des Films erfolgte am 28. Januar 2023 beim Internationalen Film Festival Rotterdam. Am 3. Februar 2023 kam der Film in ausgewählte US-Kinos.

## Altersfreigabe
In den USA erhielt der Film von der MPAA ein R-Rating, was einer Freigabe ab 17 Jahren entspricht.